# Киркояшское озеро
Киркоя́шское о́зеро (укр. Кіркояське озеро, крымскотат. Qır Qoyaş gölü, Къыр Къояш голю) — пересыхающее солёное озеро на юге Керченского полуострова на территории Ленинского района. Площадь — 0,6 км². Тип общей минерализации — солёное. Происхождение — континентальное. Группа гидрологического режима — бессточное.

## География
Входит в Керченскую группу озёр. Длина — 1,3 км. Ширина макс — 0,7 км, сред — 0,5 км. Площадь водосбора — 10,9 км², средняя глубина — 0,65 м, наибольшая — 1,0 м. Длина береговой линии — 2,7 км. Ближайшие населённые пункты — село Борисовка, расположенное севернее озера.
Киркояшское озеро расположено вдали от побережья Чёрного моря. Озёрная котловина водоёма неправильной округлой формы. Озеро имеет береговые отмели вдоль всего берега. Озеро пересыхает в летний период.
Озеро зарастает водной растительностью преимущественно на опреснённых участках — в устьях впадающих балок, в зоне выходов подземных вод. Тут интенсивно развиваются различные водоросли, вплоть до цветения воды.
Среднегодовое количество осадков — 400—450 мм. Питание: преимущественно поверхностные (воды от снеготаяния и ливней) и от части подземные воды Причерноморского артезианского бассейна.